# Шурвайка
Шурвайка (Шурванка) — река в России, протекает в Удмуртии. Левый приток реки Люк.

## География
Длина реки составляет 16 км. Расположена в лесах в центре республики. Берёт начало на крайнем востоке Увинского района, в болоте в 5 км к северо-западу от села Азино. Общее направление течения — юго-восточное. От истока попадает в Завьяловский район, протекает в километре от села Азино. Впадает в Люк в 18 км от его устья, чуть ниже села Люк. 
Основные притоки впадают справа. Реку пересекают железнодорожная ветка Ижевск — Ува, автодороги Новый Сентег — Азино и Новый Сентег — Люк. 
Численность населения в бассейне реки (с. Азино) составляет 1,8 тысяч человек (2012 г.).

## Данные водного реестра
По данным государственного водного реестра России относится к Камскому бассейновому округу, водохозяйственный участок реки — Иж от истока и до устья, речной подбассейн реки — бассейны притоков Камы до впадения Белой. Речной бассейн реки — Кама.
Код водного объекта в государственном водном реестре — 10010101212111100027002.